# Gruppe Maier-Messner-Caldonazzi
Die Gruppe Maier-Messner-Caldonazzi (auch Gruppe Maier-Messner) war eine österreichische Widerstandsgruppe gegen den Nationalsozialismus.

## Das Netzwerk der Gruppe Maier-Messner
Eine der ideologisch führenden Persönlichkeiten der Widerstandsgruppe war Heinrich Maier, der Kaplan der Wiener Pfarre Gersthof. Wenige Gehminuten von der Pfarrkirche entfernt in der Hasenauerstraße wohnte sein Bekannter Franz Josef Messner, die zweite zentrale Gestalt der Gruppe. Er war Generaldirektor der Semperit AG und hatte fundierte Kenntnisse über kriegswichtige Wirtschaftsbetriebe. Die beiden lernten einander 1936 bei einem Begräbnisgottesdienst in Gersthof kennen. Schon 1940 nahm Maier Kontakte zu oppositionellen Gruppen auf, etwa zu Gewerkschaftskreisen in Deutschland um Jakob Kaiser.
Sowohl Messner als auch Maier waren in Finanz- und Wirtschaftskreisen gut vernetzt und hatten auch Kontakte zu militärischen und prominenten politischen Kreisen. Maier war beispielsweise gut bekannt mit dem Stadtkommandanten von Wien, Heinrich Stümpfl, er kannte den christlichsozialen Felix Hurdes und über Theodor Legradi, den Direktor der Wiener Wander-Werke, auch den ehemaligen sozialdemokratischen Bürgermeister Karl Seitz und die Kommunistin Helene Sokal. Zu Messners Bekanntenkreis zählten unter anderem Ernst Kraus, der Direktor der Wiener Siemens-Schuckertwerke, Josef Joham, einer der Direktoren der Creditanstalt, der ehemalige ungarische Minister Gustav Gratz, der ehemaligen Unterrichtsminister Hans Pernter und die klassische Pianistin Barbara Issakides.
In den Jahren 1941 und 1942 bildete sich um die beiden ein Kreis gleichgesinnter österreichischer Patrioten, die einen Beitrag zum möglichst raschen Niedergang des NS-Regimes leisten und für eine Wiedererrichtung eines freien Österreichs kämpfen wollten.
Ab 1943 arbeitete die Gruppe auch eng mit dem von Walter Caldonazzi geleiteten katholisch-monarchistischen Netzwerk von Regimegegnern zusammen. Ihre Mitglieder stellten Flugzettel her und verstreuten sie, halfen verfolgten Personen und versorgten Angehörige der Wehrmacht mit Fieber auslösenden Mitteln, die sie vorübergehend für den Kriegseinsatz ungeeignet machten.

## Koordination mit den Alliierten
Die Gruppe erkannte bald, dass der aktive Kampf gegen die Diktatur des Nationalsozialismus nur in Koordination mit den Alliierten zielführend sein konnte, und so bemühte sie sich um Kontakt zu nachrichtendienstlichen Kanälen. Erste Verbindungen der Widerstandsgruppe zu den Alliierten konnten im Sommer 1942 hergestellt werden. Maier, Legradi und Sokal arbeiteten ein Memorandum aus, in dem die gegenwärtige Situation in Österreich und des (potentiellen) Widerstandes dargelegt wurden. Helene Sokal lernte dieses Dokument auswendig und schrieb es bei einer Reise in der Schweiz nieder. In Luzern übergab sie das Papier einem Bekannten von Maier, dem Theologieprofessor Otto Karrer. Der versprach, es über den ihm bekannten englischen Konsul dem englischen Minister Stafford Cripps und dem sowjetischen Außenminister Wjatscheslaw Molotow weiterzuleiten. Als Bestätigung für den Erhalt des Memorandums bat man um die Erwähnung des Kennworts 1. Mai 1942 im Rundfunk. Dieses Kennwort wurde tatsächlich einige Wochen später von der BBC gesendet, aus Moskau kam keine Antwort.
Ende 1942 konnten erste Kontakte zu den Amerikanern hergestellt werden. Allen Dulles hatte im November in Bern ein Büro des Geheimdienstes Office of Strategic Services (OSS) gegründet. Die Pianistin Barbara Issakides, die bereits 1938 in der Schweiz den Rechtsanwalt Kurt Grimm kennengelernt hatte, nahm auf einer Konzerttournee in Zürich erneut Kontakt zu Grimm auf, der bereits als Informant (Codename als Informant 847) für das OSS tätig war. Issakides war Messners Geliebte und machte dabei keinen Hehl aus ihrer Abneigung gegen die Nationalsozialisten. Josef Joham (Creditanstalt, Informant 680) bestätigte Grimm die absolute Zuverlässigkeit von Messner und Issakides. Im März 1943 kam es zu einem weiteren Treffen, bei dem bereits offen die Pläne und Ziele der Widerstandsgruppe diskutiert wurden.
Ein Vertreter der Interessen von Semperit in der Türkei war Franz Josef Riediger (Mitarbeiter der Semperit in Istanbul). Er versuchte in Istanbul mit dem britischen Geheimdienst Special Operations Executive (SOE) eine Kooperation aufzubauen. Dem SOE erschien Riediger jedoch zu unvorsichtig und unzuverlässig und es brach den Kontakt daher ab. Etwa zur gleichen Zeit dürfte Riediger im Sommer 1943 über den tschechischen Geschäftsmann Alfred Schwarz (Codename Dogwood) mit dem Leiter des OSS-Büros in Istanbul, Colonel Lenning MacFarland in Kontakt getreten sein. Schwarz war Partner des OSS-Agenten Archibald Coleman (Codename Cereus) im sogenannten Dogwood-Cereus-Circle. Dieser von Istanbul aus operierende Spionagering versuchte in erster Linie Informationen aus Bulgarien, Rumänien, Griechenland Ungarn und dem Deutschen Reich zu beschaffen. In diesen Ring wurden Riediger (Codename Stock) und Messner (Cassia) aufgenommen.
Im Dezember 1943 fuhren Messner und Issakides gemeinsam in die Schweiz. Messner traf sich mit Grimm, Issakides sogar mit Dulles persönlich. Messner übermittelte Informationen über deutsche Produktionsanlagen für synthetischen Gummi und über deutsche Raketenproduktion in Peenemünde (die Informationen darüber hatte er selbst unter anderem von Ernst Kraus erhalten). Dulles erfuhr, dass die Gruppe schon mit dem OSS-Büro in Istanbul in Kontakt stand, und dass alle Schritte unternommen wurden, diese Kontakte über eine Funkverbindung in Algier aufrechtzuerhalten. Er deutete bei diesem Treffen an, die Widerstandsgruppe unterstützen zu wollen und ließ in Washington anfragen, ob es die Möglichkeit für eine Versorgung der Gruppe mit einem Funkgerät über eine „Fallschirmaktion“ gäbe.
Dem OSS wurde allerdings erst Anfang 1944 klar, dass seine Niederlassungen in Bern und Istanbul mit derselben Widerstandsgruppe in Kontakt getreten waren. Intern wurde beschlossen, dass die weitere Kooperation von Istanbul aus gesteuert werden sollte.
Im Jänner und Februar 1944 lieferte Messner über Dogwood sehr viel Information an das OSS: Über Flugzeugproduktion, über die Schoeller-Bleckmann Stahlwerke in Mürzzuschlag, die Boehler Stahlwerke in Kapfenberg, die Verlagerung der Produktion von Raketenhüllen der Raxwerke von Wiener Neustadt nach Zipf, die Quartiere der Waffen-SS in Wien, über das Waffenwerk Steyr , die Hermann Göring Werke in Linz, die Leichtmetallwerke in Berg und darüber hinaus auch Informationen über Massenhinrichtungen und die Einführung der Todesstrafe für zusätzliche Vergehen. MacFarland versprach Messner finanzielle Unterstützung der Widerstandstätigkeiten und ein Funkgerät zur Erleichterung der Kommunikation.
Im Februar oder März 1944 traf Messner sich auch in Bern mit Dulles, dem er neue Informationen über die Kriegsindustrie überbringen konnte. Die Gruppe hoffte, durch Weitergabe von Informationen über kriegswichtige Betriebe deren gezielte Bombardierung und somit ein rascheres Kriegsende herbeizuführen.

## Struktur der Widerstandsgruppe
Gegenüber dem OSS nannte sich die Widerstandsgruppe Austrian Committee of Liberation. Die Amerikaner machten daraus über das Akronym ACL den Codenamen Arcel. Die Struktur der Gruppe stellte Riediger gegenüber dem OSS so dar: „Kopf“ der Bewegung ist Messner, er leitet ein vierzehnköpfiges Komitee, in dem das ganze Spektrum der Nazigegner in Österreich versammelt sei: Die Partei der Mitte, die Revolutionären Sozialisten, die Vertreter der alten Sozialdemokratischen Partei und die Kommunisten. Jede dieser Gruppen hätte ihre eigenen Sprecher und Ausschüsse, die nur durch Verbindungsmänner miteinander kommunizierten. Aus Sicherheitsgründen wurde gegenseitige Preisgabe der Identitäten auf das Notwendigste beschränkt.

## Zerschlagung der Gruppe
Erste Verdächtigungen gegen Messner wurden von Sigismund Romen geäußert, einem hochrangigen Semperit-Mitarbeiter und radikalen Nationalsozialisten. Im Mai 1943 schickte er einen Brief an Joseph Goebbels, in dem er seinen Chef als „staatsfeindlich“ bezeichnete. In weiteren Eingaben bei der Gestapo beschuldigte er auch Riediger. Zwar lieferte er keine Beweise, aber die Anschuldigungen dürften den Ausschlag für weitere Nachforschungen durch die Gestapo gegeben haben.
Am 25. Februar 1944 wurde Caldonazzi von der Gestapo verhaftet. Dann kam es in rascher Folge zu mehreren Verhaftungen. Während die Verhaftung Caldonazzis möglicherweise aufgrund von Verrat durch jemanden aus dem erweiterten Umfeld der Widerstandsgruppe in Wien erfolgte, war die Festnahme von Messner Ergebnis der Nachforschungen der NS-Dienste. Einen bedeutenden Beitrag zur Aufdeckung der Gruppe lieferte ein Doppelagent, der den Dogwood-Cereus-Kreis infiltriert hatte und ihn letztlich aufdeckte: Der Tscheche Bedřich Laufer (OSS-Codename Iris) war auch Mitarbeiter der Abwehr (Abwehrstelle Prag, Referat III F, Codenamen František Laufer, Fritz Ludwig, Lauterbach u. a.) und des SD und konnte die klandestinen Kurierverbindungen zwischen Deutschland und der Türkei enttarnen. Messner wurde am 29. März 1944 in Budapest beim Versuch, vom OSS übermitteltes Geld zur Finanzierung der Widerstandsgruppe (100.000 Reichsmark) abzuholen, von der Gestapo verhaftet.
Am 27. und 28. Oktober 1944 kam es vor dem Volksgerichtshof in Wien zur Verhandlung gegen zehn Beschuldigte. Richter Kurt Albrecht verurteilte acht davon zum Tode, einen zu zehn Jahren Zuchthaus und zum Ehrenrechtsverlust, und einer wurde freigesprochen. Barbara Issakides kam aus bisher nicht ganz klaren Gründen aus der Gestapo-Haft frei und überlebte. 
| Person                        | Verhaftung       | Weiteres Schicksal |
| ----------------------------- | ---------------- | --- |
| Walter Caldonazzi             | 25. Februar 1944 | Vom Volksgerichtshof zum Tode verurteilt, am 9. Jänner 1945 im Landgericht Wien hingerichtet. |
| Andreas Hofer                 | 28. Februar 1944 | Vom Volksgerichtshof zum Tode verurteilt, am 15. April 1945 im Zuchthaus Stein erschossen. |
| Josef Wyhnal                  | 18. März 1944    | Vom Volksgerichtshof zum Tode verurteilt, am 22. März 1945 im Landgericht Wien hingerichtet. |
| Heinrich Maier                | 28. März 1944    | Vom Volksgerichtshof zum Tode verurteilt, wurde er am 22. November 1944 in das KZ Mauthausen verlegt, wo versucht wurde, noch mehr Informationen über die Gruppe zu erhalten. Am 18. März 1945 nach Wien zurücküberstellt und am 22. März 1945 im Landgericht hingerichtet. |
| Franz Josef Messner           | 29. März 1944    | Vom Volksgerichtshof zum Tode verurteilt. Wurde im November 1944 in das KZ Mauthausen gebracht, wo er am 23. April 1945 in der Gaskammer ermordet wurde. |
| Barbara Issakides             | 31. März 1944    | Wurde nicht angeklagt, Maier versuchte sie zu entlasten. War acht Monate in Haft und kam magenkrank in das Gefängniskrankenhaus. |
| Theodor Legradi               | 3. April 1944    | Vom Volksgerichtshof zu 10 Jahren Zuchthaus verurteilt. |
| Helene Sokal (Helene Legradi) | 4. April 1944    | Konnte nach drei Monaten Haft durch eine List entkommen und lebte bis Kriegsende als „U-Boot“ in Wien. |
| Hermann Klepell               | 21. April 1944   | Vom Volksgerichtshof zum Tode verurteilt, am 22. März 1945 im Landgericht Wien hingerichtet. |
| Wilhelm Ritsch                | Frühjahr 1944    | Vom Volksgerichtshof zum Tode verurteilt. Die Befreiung Wiens kam seiner Hinrichtung zuvor. |
| Clemens Pausinger             | Frühjahr 1944    | Vom Volksgerichtshof zum Tode verurteilt. Die Befreiung Wiens kam seiner Hinrichtung zuvor. |
| Karl Fulterer                 | Frühjahr 1944    | Vom Volksgerichtshof aus Mangel an Beweisen freigesprochen. |
| Franz Josef Riediger          | –                | Konnte sich mit Hilfe des OSS unter geänderter Identität nach Kairo in Sicherheit bringen. |

Auch weitere, hier nicht näher beschriebene Personen der Widerstandsgruppe wurden verhaftet, aber nicht angeklagt (Ludwig Ennemoser, Herbert Adelsberger, Josef Ricabona, Wilma Heindl, Hilde Palme etc.) oder angeklagt und bis Kriegsende inhaftiert (Fred Herok, Evelyn Wagner) oder konnten sich im Ausland dem Zugriff des Regimes entziehen (Wilhelm Hamburger).
Im September 1944 kam der für das OSS tätige Widerstandskämpfer Fritz Molden aus der Schweiz nach Wien, um nach nicht verhafteten Mitgliedern der Widerstandsgruppe Maier-Messner-Caldonazzi zu suchen. Mithilfe des Studenten Harald Frederiksen konnte er den Kontakt knüpfen, und es gelang ihnen ein Nachrichtennetz mit etwa 40 Leuten aufzubauen. Durch dieses Netzwerk wurden wöchentlich wichtige Informationen an die Alliierten in der Schweiz geschickt. Ende Jänner 1945 wurde auch diese Gruppe von der Gestapo zerschlagen und viele ihrer Mitglieder verhaftet.